# 響け!情熱のムリダンガム
『響け!情熱のムリダンガム』（ひびけ!じょうねつのムリダンガム、Sarvam Thaala Mayam）は、2019年のインドのタミル語ミュージカルドラマ映画。ラージーヴ・メーナンが監督・脚本を務めており、彼にとって19年振りの監督作品となる。主要キャストとしてG・V・プラカーシュ・クマール、アパルナー・バーラムラリ、ネドゥムディ・ヴェーヌ、ヴィニート、イランゴー・クマラヴェール、サンタ・ダナンジャヤン、ディヴィヤダルシニが出演している。
2019年2月1日に公開され、興行的な成功を収めた。日本では2018年に第31回東京国際映画祭で『世界はリズムで満ちている』のタイトルで上映された後、2022年10月1日に『響け!情熱のムリダンガム』のタイトルで劇場公開されている。

## ストーリー
チェンナイで暮らすピーター・ジョンソンはムリダンガムを作る職人の息子だが、父の跡を継ぐことには興味がなく、敬愛する俳優ヴィジャイの映画を観るために勉強を放り出したりと母にも呆れられていた。彼は看護師のサラに好意を寄せていたが、サラからは距離を置かれていた。ある日、ピーターは父の代わりに著名なムリダンガム奏者ヴェンブ・アイヤルの元にムリダンガムを届けに行くことになり、彼の演奏に感動したピーターはヴェンブに弟子入りすることを決意する。初めは弟子入りを断られたものの、ヴェンブの元に通い詰めたピーターは根気を認められて弟子入りを許される。しかし、ヴェンブの助手マニは不可触民出身のピーターを快く思わず、執拗な嫌がらせを行っていた。ある日、マニがピーターの手に怪我を負わせたことを知ったヴェンブはマニを叱責し、それをきっかけにマニは「自分のキャリアを支援せず雑用扱いした」とヴェンブに不満をぶつけ、ヴェンブから解雇されてしまう。激怒したマニは、ヴェンブとピーターへの復讐を誓い、ヴェンヴの屋敷から出て行く。やがて、ピーターはヴェンブから才能を認められ、彼のお気に入りとなっていく。
ピーターはヴェンブの弟子で、ハーバード大学博士課程の学生ナンドゥと親しくなり、同時にサラからも好意を寄せられるようになり、2人は交際を始める。一方、ヴェンブの元を追い出されたマニは、ビデオジョッキーとして活動している妹アンジャナの助けを借りて、彼女が司会を務める音楽リアリティ番組『音楽の帝王』の審査員に抜擢されて名声を手に入れる。ある日、路上ライブでナンドゥを見かけたアンジャナは『音楽の帝王』への出演を依頼するが、ナンドゥは「テレビや映画での演奏を禁止する」というヴェンブの教えを理由に辞退しようとする。しかし、アンジャナから「放送はアメリカだけでしか行わない」と説明され、ナンドゥは出演を承諾してしまう。ピーターは引き止めようとするが聞き入れられず、ナンドゥはテレビ局に入ってしまう。そこで番組がインドでも放送されることを知ったナンドゥはピーターをおいて一人で帰ってしまい、残されたピーターはアンジャナからマイクチェックを頼まれ、スタジオでムリダンガムを弾く。しかし、実際にはすでに放送が始まっており、ピーターはマニから観客の前で罵倒され、アンジャナからは師匠のヴェンブを批判されてしまう。番組終了後、ヴェンブを侮辱され激怒したピーターはマニを殴り、それが暴行事件として報道されてしまい、報道を知ったヴェンブから破門されてしまう。
破門されたピーターはナンドゥの部屋に向かうが、ナンドゥは責任をピーターに擦り付けて関りを拒否する。憔悴したピーターは酒浸りになり、両親からも身体を心配される。そんなピーターを心配したサラは彼を自宅に連れて行く。彼女は世界のいたる場所に音楽が存在することをピーターに気付かせ、彼はターラを学ぶために旅に出ることを決意する。一方、『音楽の帝王』はシーズン2を終えて人気番組となり、番組人気にあやかろうとするナンドゥや他の弟子たちは次々とヴェンブの元を去っていく。ヴェンブは妻アビラミから説得され、時代に合わせて変えていかなければ、音楽の知識を次世代に伝えることができないことを理解し、ピーターの破門を解き、『音楽の帝王』で優勝するように告げる。ヴェンブの元に戻ったピーターはムリダンガムの練習に励み、一方のナンドゥはマニから弾き方を学び優勝を目指す。ピーターの出演を知ったアンジャナは番組の宣伝のために大々的にピーターを取り上げ、番組は注目を集めるようになる。
ピーターとナンドゥは順調に勝ち進み、2人で優勝を争うことになる。最初の勝負が引き分けに終わると、審査員のヴェーダラーマンたちは技術的な面ではなく、独自性に重点を置いた審査を行うことに決める。ピーターは各地で学んだ音楽を取り入れた独自のスタイルでムリダンガムを弾いて観客の心をつかみ、ヴェンブのやり方を暗記することに終始していたナンドゥを圧倒する。勝負の結果、ヴェーダラーマンたちはピーターを勝者に選び、マニも不本意ながらピーターを優勝者に宣言する。しかし、ピーターは演奏の途中でスタジオから出ていったヴェンブのことが気になり、彼の指示に従わず独自の演奏をしたことを怒っているのではないかと不安を抱く。追いかけてきたピーターに対し、ヴェンブは自分の教えを守り、新しい音楽を形作ったピーターの才能を認め、「自慢の弟子だ」と彼を称える。映画の最後、ムリダンガム奏者となったピーターがヴェンブ夫妻の見守る中、音楽協会主催の演奏会でムリダンガムを弾く姿が描かれ、物語は幕を閉じる。

## キャスト
- ピーター・ジョンソン - G・V・プラカーシュ・クマール
- ヴェンブ・アイヤル - ネドゥムディ・ヴェーヌ
- サラ（サランマ） - アパルナー・バーラムラリ
- アンジャナ - ディヴィヤダルシニ（英語版）
- マニ - ヴィニート（英語版）
- ジョンソン - イランゴー・クマラヴェール
- クリシュ・ゴーパーラクリシュナン - ラヴィ・プラカーシュ
- ナンドゥ（ナンダゴーパール） - スメシュ・S・ナラヤナン
- テレサ・ジョンソン - アーディラ・パンディラクシュミー
- アビラミ - サンタ・ダナンジャヤン（英語版）
- ヴェーダラーマン - シッキル・グルチャラン（英語版）
- 警官 - G・マリムトゥ（英語版）
- トゥパッキ・テャーグ - シュリーニヴァース・ムールティ
- ハリ - ラージ・カマル
- ヴェル - スパイク・ジョン
- クマール - クリシュ・ハラン
- ゴークル・ラージ - バーラ・シン（英語版）

本人役
- P・ウンニクリシュナン（英語版）
- シュリーニヴァース（英語版）
- カールティク（英語版）
- ボンベイ・ジャヤシュリー（英語版）

## 製作

### 企画
2016年3月、ラージーヴ・メーナンが2000年公開の『Kandukondain Kandukondain』以来19年振りに監督作品を製作することが発表され、主人公の打楽器奏者役にG・V・プラカーシュ・クマールが起用され、映画音楽の作曲はA・R・ラフマーンが手掛けることが明かされた。同年中旬からプリプロダクションが行われ、ヒロイン役としてサイ・パラヴィが起用された。また、ネドゥムディ・ヴェーヌやチーヌ・モーハンが重要な役として出演交渉中であることが報じられたが、製作の遅延を理由に同年11月に企画は中断された。
2017年3月、メーナンは製作中止報道を否定し、G・V・プラカーシュ・クマールとのプロモーション撮影の開始が間近であることを明かした。また、プラカーシュ・クマールは映画の舞台が2つの州であり、実在のミュージシャンの生涯からインスピレーションを受けた物語であることを明かし、役作りのためにウマーヤルプラム・K・シヴァラーマンからムリダンガムの演奏を学んだ。その後、短期間の延期を経た11月29日から製作が開始された。しかし、ヒロイン役のサイ・パラヴィが降板したため、メーナンはマラヤーラム語映画『マヘーシュの復讐』での演技に感銘を受けたアパルナー・バーラムラリを新たにヒロイン役に起用した。この他にネドゥムディ・ヴェーヌ、サンタ・ダナンジャヤン、ヴィニート、イランゴー・クマラヴェール、スメシュ・S・ナラヤナン、アーディラ・パンディラクシュミーの出演が発表され、撮影監督にはラヴィ・ヤーダヴ、編集技師にはアンソニーが起用された。その後、ディヴィヤダルシニの出演が決まり、撮影は2017年末まで行われた。

### 音楽
サウンドトラックは6曲で構成され、メーナンが作曲、ラフマーンが選曲を手掛けている。ラフマーンによると作曲作業は2016年初頭から始まり、同年5月には2曲が完成していたという。メーナンは『響け!情熱のムリダンガム』をミュージカル映画として製作していることを理由に同年11月までに楽曲を完成するように指示し、ラフマーンは9曲を完成させた他に映画音楽の一部も作曲している。作詞はマダン・カールキ、アルンラージャ・カマラージ、ナ・ムトゥクマールが手掛けているが、ムトゥクマールは製作途中の2016年8月に死去している。2018年11月19日にはラフマーンがTwitterでサウンドトラックの内容を公表している。
映画音楽の作曲に際して、ラフマーンは様々な種類の楽器を使用しており、ピーターが旅に出かけるシーンではラージャスターン州の北部・北東部の民族楽器が登場する。ラフマーンとクトゥブ・E・クリパはインド各地の音楽やカルナーティック音楽を使用して映画音楽を作曲している。また、西アフリカの民族楽器コラも使用されている。
| #         | タイトル                 | 作詞                       | 作曲                 | 歌手                                                                       | 時間  |
| --------- | ------------------------ | -------------------------- | -------------------- | -------------------------------------------------------------------------- | ----- |
| 1.        | 「Sarvam Thaala Mayam」  | マダン・カールキ           | A・R・ラフマーン     | ハリチャラン、アルジュン・チャンディ                                       | 5:04  |
| 2.        | 「Maya Maya」            | ナ・ムトゥクマール         | A・R・ラフマーン     | チンマイ・シュリーパーダ                                                   | 4:21  |
| 3.        | 「Peter Beatu Yethu」    | アルンラージャ・カマラージ | A・R・ラフマーン     | G・V・プラカーシュ・クマール、サティヤプラカーシュ、アルジュン・チャンディ | 3:39  |
| 4.        | 「Varalaama」            | マダン・カールキ           | ラージーヴ・メーナン | シュリラーム・パルタサラティ                                               | 4:46  |
| 5.        | 「Dingu Dongu」          | アルンラージャ・カマラージ | A・R・ラフマーン     | バンバ・バーキャ、アンソニー・ダーサン                                     | 3:31  |
| 6.        | 「Maakelara Vichaaramu」 | テャーガラージャ           | テャーガラージャ     | ボンベイ・ジャヤシュリー                                                   | 4:15  |
| 合計時間: | 合計時間:                | 合計時間:                  | 合計時間:            | 合計時間:                                                                  | 25:40 |

## 賞歴
| 映画賞                             | 授賞式        | 部門                       | 対象                                           | 結果       |
| ---------------------------------- | ------------- | -------------------------- | ---------------------------------------------- | ---------- |
| 第13回アーナンダ・ヴィカタン映画賞 | 2020年1月11日 | 助演男優賞                 | ネドゥムディ・ヴェーヌ                         | ノミネート |
| 第13回アーナンダ・ヴィカタン映画賞 | 2020年1月11日 | 音楽監督賞                 | A・R・ラフマーン                               | ノミネート |
| 第13回アーナンダ・ヴィカタン映画賞 | 2020年1月11日 | 作詞家賞                   | - アルンラージャ・カマラージ - 「Dingu Dungu」 | ノミネート |
| 第9回南インド国際映画賞            | 2021年9月18日 | タミル語映画部門助演男優賞 | ネドゥムディ・ヴェーヌ                         | ノミネート |
| 第9回南インド国際映画賞            | 2021年9月18日 | タミル語映画部門作詞家賞   | - マダン・カールキ - 「Sarvam Thaala Mayam」   | ノミネート |